# Сулятино
Сулятино — деревня в Костромском районе Костромской области. Входит в состав муниципального образования Чернопенское сельское поселение. Находится в пригородной зоне Костромы.

## Географическое положение
Расположена в юго-западной части Костромской области в 20 километрах к югу от центра Костромы.

## История
С 30 декабря 2004 года Сулятино входит в образованное муниципальное образование Чернопенское сельское поселение, согласно Закону Костромской области № 237-ЗКО.

## Население
| 2008 | 2010 | 2014 |
| ---- | ---- | ---- |
| 13   | ↘7   | ↗12  |

## Инфраструктура
ТОС деревни Сулятино (победитель в 2020-м году областного ежегодного конкурса на лучшую организацию работы территориального общественного самоуправления).
Обелиск и памятник погибшим в Великой Отечественной войне 1941-1945 годов.
Школьники прикреплены к МОУ Чернопенская средняя общеобразовательная школа в посёлке Сухоногово.

## Транспорт
Автодорога с выездом на федеральную трассу Р-132 «Золотое кольцо» (бывшая Р-600 «Кострома-Иваново»).